# Брежнєва Вікторія Петрівна
Вікторія Петрівна Брежнєва (уроджена Денисова; 11 грудня 1907, Бєлгород, Курська губернія, Російська імперія — 5 липня 1995, Москва, Росія) — законна дружина Генерального секретаря ЦК КПРС Леоніда Брежнєва.

## Біографія
В. П. Брежнєва народилася в Бєлгороді 11 грудня 1907 року. Її батько Петро Никанорович Денисов (1881—1965) працював машиністом на залізниці, а мати Анна Володимирівна (1886—1967) займалася вихованням дітей — чотирьох дочок і сина.
Пізніше в зв'язку з тим, що багато хто вважав Вікторію Петрівну, як жінку з українською зовнішністю єврейкою, дружина генсека особливо підкреслювала, що не має єврейського походження, а ім'я Вікторія було дано їй через те, що поруч жило багато поляків, серед яких це ім'я було поширене. Абсолютно неймовірний слух, що Вікторія була племінницею Льва Захаровича Мехліса, пов'язаний з тим, що Лев Захарович Мехліс, завдяки якому Леонід Ілліч став начальником політуправління 4-го Українського фронту 12 травня 1945 року, згідно з чутками, нібито наполягав на тому, щоб Леонід Ілліч Брежнєв розлучився з Вікторією і зареєстрував шлюб зі своєю похідно-польовою дружиною Тамарою Ніколаєвою. Пов'язані з цим чутки про те, що фронтова подруга Л. І. Брежнєва медсестра Тамара Ніколаєва була племінницею Мехліса через плутанину у авторів чуток між фронтовими і законними дружинами і породили чутки про спорідненість Вікторії з Мехлісом. Крім того, слух про те, що Мехліс руйнував сім'ю відомого політпрацівника, теж був настільки неймовірним, що повірити в цей слух можна було тільки за умови, що Тамара Ніколаєва була його племінницею.
Після дев'яти років навчання в школі Вікторія поступила в Курський медичний технікум. Тут, в гуртожитку технікуму, на танцях вона познайомилася з майбутнім чоловіком Леонідом Брежнєвим. На той момент Леонід навчався на третьому курсі землемірно-меліоративного технікуму, а Вікторія навчалася на першому курсі медичного технікуму. Згодом вдова Брежнєва згадувала, що спочатку він запросив на танці її подружку, але та відповіла відмовою, оскільки молодий чоловік не вмів танцювати, а Вікторія погодилася. Це сталося в 1925 році.

Діти Юрій та Галина. 1942 рік

Через три роки, в 1928 році, Леонід і Вікторія одружилися і оселилися під Свердловськом, знімали кімнату, при цьому Вікторія працювала акушеркою в лікарні. Через рік у них народилася дочка Галина (1929—1998), після чого Вікторія стала домогосподаркою, а в 1933 році — син Юрій (1933—2013).
Хоча й отримала диплом акушерки, але працювала Вікторія тільки до народження дочки, займалася будинком і сім'єю. Після того, як Леонід Брежнєв зайнявся державною діяльністю, займаючи високі пости в СРСР, його дружина не змінила звичного способу життя. Далека від політики і байдужа до неї, вона не любила привертати до себе увагу публіки, вважаючи за краще залишатися домогосподаркою. Вікторія Петрівна займалася гардеробом чоловіка і, за спогадами сучасників, завжди прекрасно готувала. Коли Брежнєв вступив на посаду генерального секретаря ЦК КПРС і у нього з'явилися особисті кухарі, вона навчила їх готувати так, як подобалося її чоловікові.
«Першою леді» Вікторія Брежнєва була тільки формально. Вона лише зрідка супроводжувала чоловіка на державних прийомах, основну масу часу приділяючи домашнім справам, дітям, онукам і правнукам. Разом з сім'єю Брежнєвих жила зі своєю дитиною медсестра Н., яка надавала Л. І. Брежнєву знеболюючі. Жили також співробітники КДБ, що охороняли родину, відвідували лікарі. Офіційних обов'язків у дружини генсека було небагато. Але саме з її любов'ю до фігурного катання пов'язано надання цьому виду спорту прайм-тайм на ТБ. Запрошувала до себе в гості тільки своїх подруг — дружину Андрія Громико Лідію і дружину Костянтина Черненко Анну.
Незабаром після смерті чоловіка в 1982 році у Вікторії Петрівни відняли частину майна, включаючи дачу. Вдова Брежнєва пережила його майже на тринадцять років. Останні роки життя вона провела на самоті в своїй московській квартирі. Страждала діабетом, через що вона була змушена регулярно робити ін'єкції інсуліну.
Померла Вікторія Петрівна Брежнєва 5 липня 1995 року. Похована поруч з батьками на Новодівичому кладовищі в Москві .

## Образ В.П.Брежневої у кіно
- Марина Солопченко (в молодості) і Світлана Крючкова (в літньому віці) («Брежнєв», 2005 р.)
- Наталя Позднякова («Галина», 2008 р.)
- Марія Кузнєцова («Остання зустріч», 2010 р.)
- Раїса Конюхова («Казнокради», 2011 р.)
- Аліна Ольшанська («Жуков», 2012 р.)
- Олена Бушуєва («Петля Нестерова», 2015 р.)